# Omignon
De Omignon is een Franse rivier in de departementen Aisne en Somme en een zijrivier van de Somme. Ze ontspringt in de gemeente Pontru, stroomt zo'n 32 kilometer in westelijke richting tot in Brie, waar ze in de Somme uitmondt. Over de gehele lengte wordt ze omgeven door drasland; het moeras van Omignon is beschermd als een zone naturelle d'intérêt écologique, faunistique et floristique.
Zo'n 2 kilometer ten oosten van de bron ligt een verzorgingsplaats aan de A26/E17 die aire d'Omignon heet.
- Bibliothèque nationale de France: cb155614605 (data)
- Système universitaire de documentation: 03319520X
- Virtual International Authority File: 1869148574343124430009